# OPEC-mandje
Het OPEC-mandje (Engels: OPEC Reference Basket, afgekort als ORB) bestaat uit een aantal belangrijke oliesoorten die door de OPEC-landen worden geproduceerd en internationaal worden verhandeld. Op basis van dit mandje wordt een gewogen gemiddelde prijs berekend. Dit laatste wordt gebruikt als een belangrijke benchmark voor de ontwikkeling van de prijs van aardolie en bij het vaststellen van de productiequotum van de OPEC.

## Samenstelling
De samenstelling van het OPEC-mandje wordt aangepast als daar aanleiding toe is. Vanaf 6 maart 2020 wordt de ORB berekend aan de hand van de prijzen van de volgende oliesoorten:
- Saharan Blend (van  Algerije)
- Girassol ( Angola)
- Djeno ( Congo-Kinshasa)
- Zafiro ( Equatoriaal-Guinea)
- Rabi Light ( Gabon)
- Iran Heavy ( Iran)
- Basra Light ( Irak)
- Kuwait Export ( Koeweit)
- Es Sider ( Libië)
- Bonny Light ( Nigeria)
- Qatar Marine ( Qatar)
- Arab Light ( Saoedi-Arabië)
- Murban ( Verenigde Arabische Emiraten)
- Merey ( Venezuela)

## Bandbreedte olieprijs
De OPEC streeft ernaar de olieprijs binnen een bepaalde bandbreedte te laten bewegen. Als de olieprijs daaronder dreigt te komen zal de OPEC de productie en daarmee het aanbod verminderen waardoor de prijs zal stijgen. Als de prijs boven de bandbreedte dreigt uit te komen dan wordt de olieproductie en daarmee het aanbod verhoogd om de prijs binnen de bandbreedte te houden. In 2003 was deze bandbreedte vastgesteld op US$22 en US$28 per vat. De bandbreedte is nadien fors verhoogd tot circa US$100 per vat. In 2012 streefde de OPEC de prijs van een vat ruwe olie te laten dalen tot US$100 omdat verdere prijsstijgingen de vraag naar olie zou doen dalen. De prijs was tussen de US$110 en US$130 per vat gestegen en dit niveau werd als ongewenst bestempeld. De OPEC besloot in maart 2012 het productiequotum met 2 miljoen vaten per dag te verhogen naar 32 miljoen om dit doel te bereiken.
Vanaf de zomer tot eind november 2014 is de olieprijs met zo’n 30% gedaald vanwege een lagere vraag en een hoger aanbod van Amerikaanse schalie-olie. Op 27 november 2014 kwamen de leden van de OPEC bij elkaar en besloten het productieniveau van 30 miljoen vaten per dag, ongeveer 40% van de wereldproductie, niet te verlagen ondanks deze forse prijsdaling. Dit was een breuk met het tot dan gevoerde beleid. Saoedi-Arabië koos ervoor zijn marktaandeel te verdedigen. Bij een verlaging van de Arabische productie zouden andere producenten meer olie uit de grond kunnen halen waarmee het positieve effect op de olieprijs teniet wordt gedaan. Verschillende OPEC-leden, waaronder Iran en Venezuela, wilden wel een lagere olieproductie. Na het besluit is de olieprijs verder gedaald tot onder de US$45 per vat in januari 2015.
Eind november 2016 bereikten de OPEC-leden, voor het eerst in acht jaar, een akkoord over een lager productieplafond. De productie wordt met circa 750.000 vaten per dag verminderd naar een plafond van 32,5 tot 33 miljoen vaten. Diverse niet-OPEC landen zullen hun productie ook beperken om daarmee de vraag naar en aanbod van olie meer in evenwicht te krijgen. De overeenkomst liep, na een verlenging, tot maart 2018.
| Jaar | OPEC referentieprijs |  | Jaar | OPEC referentieprijs |  | Jaar | OPEC referentieprijs |
| ---- | -------------------- |  | ---- | -------------------- |  | ---- | -------------------- |
| 2001 | -                    |  | 2011 | 107,46               |  | 2021 | 69,89                |
| 2002 | 24,36                |  | 2012 | 109,45               |  | 2022 | 100,08               |
| 2003 | 28,10                |  | 2013 | 105,87               |  | 2023 | 82,95                |
| 2004 | 36,05                |  | 2014 | 96,29                |  | 2024 | 78,89                |
| 2005 | 50,64                |  | 2015 | 49,49                |  |      |                      |
| 2006 | 61,08                |  | 2016 | 40,76                |  |      |                      |
| 2007 | 69,08                |  | 2017 | 52,43                |  |      |                      |
| 2008 | 94,45                |  | 2018 | 69,78                |  |      |                      |
| 2009 | 61,06                |  | 2019 | 64,04                |  |      |                      |
| 2010 | 77,45                |  | 2020 | 41,47                |  |      |                      |

De olie in het OPEC-mandje is van een zwaardere kwaliteit dan Brent en West Texas Intermediate. De lichte kwaliteit van deze laatste twee oliesoorten wordt meer gewaardeerd en zijn meestal iets duurder dan die van het OPEC-mandje.